# خارنغ (جلغة بهاباد)
خارنغ (بالفارسية: خارنگ) هي قرية تقع في إيران في قسم جلغة الريفي. يقدر عدد سكانها بـ 16 نسمة بحسب إحصاء 2016.